# Bembidion punctatostriatum
Bembidion punctatostriatum är en skalbaggsart som beskrevs av Thomas Say 1825. Bembidion punctatostriatum ingår i släktet Bembidion och familjen jordlöpare. Inga underarter finns listade i Catalogue of Life.

## Bildgalleri

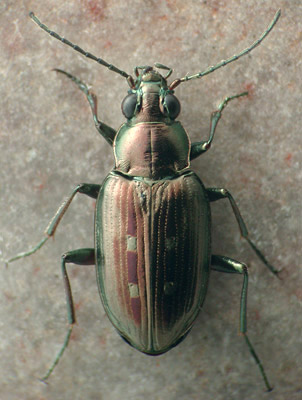